# Pokémon (dòng trò chơi)
Pokémon là một dòng trò chơi điện tử được phát triển bởi Game Freak, Creatures Inc. và phát hành bởi Nintendo như là một phần của thương hiệu Pokémon. Được ra mắt lần đầu tiên tại Nhật Bản vào năm 1996 cho hệ máy Game Boy, các trò chơi nhập vai (RPG) chính thống vẫn được tiếp tục phát hành trên các hệ máy cầm tay tiếp theo của Nintendo. Trò chơi thường được phát hành theo cặp, mỗi phiên bản có một sự khác biệt nhỏ so với bản kia, và thường các tựa game tái phát hành sẽ được ra mắt vài năm sau. Ngoài các tựa game chính thống thuộc thể loại nhập vai, còn có một số từa game phụ khác thuộc thể loại nhập vai hành động, giải đố, nuôi thú ảo.Tính đến  tháng 2 năm 2016, có hơn 279 triệu bản được bán ra trên toàn thế giới, hơn 200 triệu là các tựa game chính thống, khiến Pokémon tựa game bán chạy thứ hai toàn cầu chỉ đứng sau thương hiệu Mario của Nintendo. Linh vật của Pokémon là Pikachu.

## Thế hệ
| 1996 | Red and Green (Nhật)                |
| 1997 | Blue                                |
| 1998 | Yellow                              |
| 1998 | Red and Blue (Quốc tế)              |
| 1999 | Gold and Silver                     |
| 2000 | Crystal                             |
| 2001 |                                     |
| 2002 | Ruby and Sapphire                   |
| 2003 |                                     |
| 2004 | FireRed and LeafGreen               |
| 2004 | Emerald                             |
| 2005 |                                     |
| 2006 | Diamond and Pearl                   |
| 2007 |                                     |
| 2008 | Platinum                            |
| 2009 | HeartGold and SoulSilver            |
| 2010 | Black and White                     |
| 2011 |                                     |
| 2012 | Black 2 and White 2                 |
| 2013 | X and Y                             |
| 2014 | Omega Ruby and Alpha Sapphire       |
| 2015 |                                     |
| 2016 | Pokémon Go                          |
| 2016 | Sun and Moon                        |
| 2017 | Ultra Sun and Ultra Moon            |
| 2018 | Let's Go Pikachu and Let's Go Eevee |
| 2019 | Sword and Shield                    |
| 2020 |                                     |
| 2021 | Pokemon UNITE                       |
| 2021 | Brilliant Diamond and Shining Pearl |
| 2022 | Legends: Arceus                     |
| 2022 | Scarlet and Violet                  |

Các tựa game Pokémon thường được chia ra thành từng thế hệ. Từng thế hệ được phân chia dựa trên khoảng thời gian ra mắt một tựa game mới; khi một tựa game nhập vai thuộc series chính được phát hành, bao gồm những Pokémon, nhân vật và tính năng mới, thì những tựa game đó sẽ được coi là một thế hệ mới. Lúc đó thì anime, manga, tựa game phụ, thẻ bài sẽ được cập nhật với những pokémon và đặc tính mới. Dòng game bắt đầu thế hệ thứ 8 của mình với hai tựa game Pokémon Sword và Shield được ra mắt vào năm 2019.

### Tóm tắt các tựa game chính
| Hệ máy           | Thế hệ | Bản chính               | Bản phát sinh                 | Bản chỉnh sửa   | Bản tái phát hành                        | Phần mở rộng             |                          |
| ---------------- | ------ | ----------------------- | ----------------------------- | --------------- | ---------------------------------------- | ------------------------ | ------------------------ |
| Game Boy         | I      | Red & Green (1996)      | Blue (1996)                   | Yellow (1998)   |                                          |                          |                          |
| Game Boy Color   | II     | Gold & Silver (1999)    |                               | Crystal (2000)  |                                          |                          |                          |
| Game Boy Advance | III    | Ruby & Sapphire (2002)  |                               | Emerald (2004)  | FireRed & LeafGreen (2004)               |                          |                          |
| Nintendo DS      | IV     | Diamond & Pearl (2006)  |                               | Platinum (2008) | HeartGold & SoulSilver (2009)            |                          |                          |
| Nintendo DS      | V      | Black & White (2010)    | Black 2 & White 2 (2012)      |                 |                                          |                          |                          |
| Nintendo 3DS     | VI     | X & Y (2013)            |                               |                 | Omega Ruby & Alpha Sapphire (2014)       |                          |                          |
| Nintendo 3DS     | VII    | Sun & Moon (2016)       | Ultra Sun & Ultra Moon (2017) |                 |                                          |                          |                          |
| Nintendo Switch  | VII    |                         |                               |                 | Let's Go Pikachu & Let's Go Eevee (2018) |                          |                          |
| Nintendo Switch  | VIII   | Sword & Shield (2019)   |                               |                 | Brilliant Diamond & Shining Pearl (2021) | The Isle of Armor (2020) | The Isle of Armor (2020) |
| Nintendo Switch  | VIII   | Sword & Shield (2019)   | The Crown Tundra (2020)       |                 | Brilliant Diamond & Shining Pearl (2021) |                          |                          |
| Nintendo Switch  | VIII   | Legends: Arceus (2022)  |                               |                 |                                          |                          |                          |
| Nintendo Switch  | IX     | Scarlet & Violet (2022) |                               |                 |                                          | The Teal Mask (2023)     | The Teal Mask (2023)     |
| Nintendo Switch  | IX     | Scarlet & Violet (2022) | The Indigo Disk (2023)        |                 |                                          |                          |                          |

## Danh sách các tựa game Pokémon

### Hệ máy cầm tay
- Thế hệ I (Game Boy)
  - Pocket Monsters: Red và Green (JP27 tháng 2 năm 1996)
  - Pocket Monsters: Blue  (JP15 tháng 10 năm 1996)
  - Pokémon Red và Blue (NA28 tháng 9 năm 1998, AUS23 tháng 10 năm 1998, EU5 tháng 10 năm 1999)
  - Pokémon Yellow  (JP12 tháng 9 năm 1998, NA19 tháng 10 năm 1999, EU16 tháng 6 năm 2000, AUS3 tháng 9 năm 1999)
  - Pokémon Trading Card Game  (JP18 tháng 12 năm 1998, NA4 tháng 4 năm 2000, EU8 tháng 12 năm 2000)
- Thế hệ II (Game Boy Color)
  - Pokémon Gold và Silver (JP21 tháng 11 năm 1999, AUS13 tháng 10 năm 2000, NA14 tháng 10 năm 2000, EU6 tháng 4 năm 2001, KO23 tháng 4 năm 2002)
  - Pokémon Puzzle Challenge  (JP21 tháng 9 năm 2000, NA4 tháng 12 năm 2000, EU8 tháng 6 năm 2001, AUS15 tháng 6 năm 2001)
  - Pokémon Crystal  (JP14 tháng 12 năm 2000, NA29 tháng 7 năm 2001, AUS30 tháng 9 năm 2001, EU2 tháng 11 năm 2001)
- Thế hệ III
- (Game Boy Advance)
  - Pokémon Ruby và Sapphire (JP21 tháng 11 năm 2002, NA18 tháng 3 năm 2003, AUS3 tháng 4 năm 2003, EU25 tháng 7 năm 2003)
  - Pokémon FireRed và LeafGreen (JP29 tháng 1 năm 2004, NA7 tháng 9 năm 2004, AUS23 tháng 9 năm 2004, EU1 tháng 10 năm 2004)
  - Pokémon Emerald  (JP16 tháng 9 năm 2004, NA30 tháng 4 năm 2005, AUS9 tháng 6 năm 2005, EU21 tháng 10 năm 2005)
  - Pokémon Mystery Dungeon: Red Rescue Team  (JP17 tháng 11 năm 2005, NA18 tháng 9 năm 2006, AUS28 tháng 9 năm 2006, EU10 tháng 11 năm 2006)
- (Nintendo DS)
  - Pokémon Mystery Dungeon: Blue Rescue Team   (JP17 tháng 11 năm 2005, NA18 tháng 11 năm 2006, AUS28 tháng 9 năm 2006, EU10 tháng 11 năm 2006, KO30 tháng 8 năm 2007)
  - Pokémon Dash  (JP2 tháng 12 năm 2004, EU11 tháng 3 năm 2005, NA14 tháng 3 năm 2005, AUS7 tháng 4 năm 2005, KO22 tháng 3 năm 2007)
  - Pokémon Trozei!  (JP20 tháng 10 năm 2005, NA6 tháng 3 năm 2006, EU5 tháng 5 năm 2006, AUS3 tháng 6 năm 2006, KO17 tháng 5 năm 2007)
  - Pokémon Ranger  (JP23 tháng 3 năm 2006, NA30 tháng 10 năm 2006, AUS6 tháng 12 năm 2006, EU13 tháng 4 năm 2007)
- Thế hệ IV (Nintendo DS)
  - Pokémon Diamond và Pearl  (JP28 tháng 9 năm 2006, NA22 tháng 4 năm 2007, AUS21 tháng 6 năm 2007, EU27 tháng 7 năm 2007, KO14 tháng 2 năm 2008)
  - Pokémon Mystery Dungeon: Explorers of Time và Explorers of Darkness (JP13 tháng 9 năm 2007, NA20 tháng 4 năm 2008, AUS19 tháng 6 năm 2008, EU4 tháng 7 năm 2008)
  - Pokémon Ranger: Shadows of Almia  (JP20 tháng 3 năm 2008, NA10 tháng 11 năm 2008, AUS13 tháng 11 năm 2008, EU21 tháng 11 năm 2008)
  - Pokémon Platinum  (JP13 tháng 9 năm 2008, NA22 tháng 3 năm 2009, AUS14 tháng 5 năm 2009, EU22 tháng 5 năm 2009, KO2 tháng 7 năm 2009)
  - Pokémon Mystery Dungeon: Explorers of Sky  (JP18 tháng 4 năm 2009, NA12 tháng 10 năm 2009, AUS12 tháng 11 năm 2009, EU20 tháng 11 năm 2009)
  - Pokémon HeartGold và SoulSilver (JP12 tháng 9 năm 2009, KO4 tháng 2 năm 2010, NA14 tháng 3 năm 2010, AUS25 tháng 3 năm 2010, EU26 tháng 3 năm 2010)
  - Pokémon Ranger: Guardian Signs  (JP6 tháng 3 năm 2010 NA4 tháng 10 năm 2010, EU5 tháng 11 năm 2010, AUS25 tháng 11 năm 2010)
- Thế hệ V
- (Nintendo DS)
  - Pokémon Black và White (JP18 tháng 9 năm 2010, EU4 tháng 3 năm 2011, NA6 tháng 3 năm 2011, AUS10 tháng 3 năm 2011, KO21 tháng 4 năm 2011)
  - Learn with Pokémon: Typing Adventure (JP21 tháng 4 năm 2011, EU21 tháng 9 năm 2012)
  - Pokémon Conquest (JP17 tháng 3 năm 2012, NA18 tháng 6 năm 2012, AUS21 tháng 6 năm 2012, EU27 tháng 7 năm 2012)
  - Pokémon Black 2 và White 2 (JP23 tháng 6 năm 2012, NA7 tháng 10 năm 2012, AUS11 tháng 10 năm 2012, EU12 tháng 10 năm 2012)
- (Nintendo 3DS)
  - Pokémon Rumble Blast (JP11 tháng 8 năm 2011, NA24 tháng 10 năm 2011, EUngày 2 tháng 12 năm 2011, AUS8 tháng 12 năm 2011)
  - Pokémon Mystery Dungeon: Gates to Infinity (JP23 tháng 11 năm 2012, NA24 tháng 3 năm 2013, EU17 tháng 5 năm 2013, AUS18 tháng 5 năm 2013)
- Thế hệ VI (Nintendo 3DS)
  - Pokémon X và Y (WW12 tháng 10 năm 2013)
  - Pokémon Battle Trozei (JP12 tháng 3 năm 2014, EU13 tháng 3 năm 2014, AUS14 tháng 3 năm 2014, NA20 tháng 3 năm 2014)
  - Pokémon Art Academy (JP19 tháng 6 năm 2014, EU4 tháng 7 năm 2014, AUS5 tháng 7 năm 2014, NA24 tháng 10 năm 2014)
  - Pokémon Omega Ruby và Alpha Sapphire (JP/NA/AUS21 tháng 11 năm 2014, EU28 tháng 11 năm 2014)
  - Pokémon Shuffle (WW18 tháng 2 năm 2015)
  - Pokémon Rumble World (WW8 tháng 4 năm 2015)
  - Pokémon Super Mystery Dungeon (JP17 tháng 11 năm 2015, NA20 tháng 11 năm 2015, EU19 tháng 2 năm 2016, AUS20 tháng 2 năm 2016)
  - Pokémon Picross (JP2 tháng 12 năm 2015, NA/EU3 tháng 12 năm 2015,  AUS4 tháng 12 năm 2015)
  - Great Detective Pikachu (JP3 tháng 2 năm 2016)
- Thế hệ VII
- (Nintendo 3DS)
  - Pokémon Sun và Moon (JP/NA/AUS18 tháng 11 năm 2016,  EU23 tháng 11 năm 2016)
  - Pokémon Ultra Sun Và Ultra Moon (2017)
- (Nintendo Switch)
  - Pokémon Let's Go Pikachu! Và Let's Go Eevee! (2018)
  - Pokémon Quest (2018)
- Thế hệ VIII (Nintendo Switch)
  - Pokémon Sword và Shield (JP/NA/AUS/EU2019)
  - Pokémon Mystery Dungeon: Rescue Team DX (2020)
  - Pokémon Café Mix (2020)
  - Pokémon Snap (2021)
  - Pokémon UNITE (2021)

### Hệ máy gia đình
- Thế hệ I (Nintendo 64)
  - Pokémon Stadium (ポケモンスタジアム Pokémon Sutajiamu?) (JP1 tháng 8 năm 1998)
  - Pokémon Stadium (ポケモンスタジアム2 Pokémon Sutajiamu 2?) (JP30 tháng 4 năm 1999, NA29 tháng 2 năm 2000, AUS23 tháng 3 năm 2000, EU7 tháng 4 năm 2000)
  - Pokémon Snap  (JP21 tháng 3 năm 1999, NA30 tháng 6 năm 1999, EU15 tháng 9 năm 2000, AUS23 tháng 3 năm 2000)
  - Pokémon Puzzle League  (NA1 tháng 9 năm 2000, EU16 tháng 3 năm 2001, AUS30 tháng 5 năm 2008)
  - Hey You, Pikachu!  (JP12 tháng 12 năm 1998, NA5 tháng 11 năm 2000)
- Thế hệ II (Nintendo 64)
  - Pokémon Stadium 2 (ポケモンスタジアム金銀 Pokémon Sutajiamu Kin Gin?) (JP14 tháng 12 năm 2000, NA28 tháng 3 năm 2001, EU19 tháng 10 năm 2001)
- Thế hệ III (GameCube)
  - Pokémon Colosseum  (JP21 tháng 11 năm 2003, NA10 tháng 2 năm 2004, EU22 tháng 3 năm 2004)
  - Pokémon Box: Ruby and Sapphire  (JP30 tháng 5 năm 2003, NA12 tháng 7 năm 2004, EU22 tháng 3 năm 2004)
  - Pokémon Channel  (JP18 tháng 7 năm 2003, NA1 tháng 12 năm 2003, EU2 tháng 4 năm 2004)
  - Pokémon XD: Gale of Darkness  (JP4 tháng 8 năm 2005,  NA28 tháng 9 năm 2005, EU18 tháng 11 năm 2005)
- Thế hệ IV (Wii)
  - Pokémon Battle Revolution  (JP14 tháng 12 năm 2006, NA25 tháng 6 năm 2007, AUS22 tháng 11 năm 2007, EU7 tháng 12 năm 2007)
  - My Pokémon Ranch  (JP25 tháng 3 năm 2008, NA9 tháng 6 năm 2008, EU4 tháng 7 năm 2008, AUS4 tháng 7 năm 2008)
  - Pokémon Rumble (JP16 tháng 6 năm 2009, NA16 tháng 11 năm 2009, EU20 tháng 11 năm 2009)
  - PokéPark Wii: Pikachu's Adventure (JP5 tháng 12 năm 2009, EU9 tháng 7 năm 2010, AUS23 tháng 9 năm 2010, NA2 tháng 11 năm 2010)
- Thế hệ V (Wii và Wii U)
  - PokéPark 2: Wonders Beyond (JP12 tháng 11 năm 2011, NA27 tháng 2 năm 2012, EU23 tháng 3 năm 2012, AUS29 tháng 3 năm 2012)
  - Pokémon Rumble U (JP24 tháng 4 năm 2013, NA29 tháng 8 năm 2013, EU15 tháng 8 năm 2013, AUS16 tháng 8 năm 2013)
- Generation VI (Wii U)
  - Pokkén Tournament (WW18 tháng 3 năm 2016)

### Hệ máy Arcade
- Thế hệ VI
  - Pokkén Tournament (JP16 tháng 7 năm 2015)

### Hệ máy điện thoại
- Thế hệ VI
  - Pokémon Shuffle Mobile (JP24 tháng 8 năm 2015, NA/PAL31 tháng 8 năm 2015)
  - Pokémon Go (JP/US/AUS6 tháng 7 năm 2016 EU13 tháng 7 năm 2016)[2]
- Thế hệ VII
  - Pokémon Quest (2018)
  - Pokemon Masters EX (2019)[3]
- Thế hệ VIII
  - Pokemon Masters EX (2019)[3]
  - Pokémon Café Mix (2020)